# 嶺底站
嶺底站（：／ Yŏngchŏ yŏk */?）曾为朝鲜铁路北部内陆线上的一个车站，位于两江道金亨稷郡，废止时间不明。

## 历史
- 1988年8月3日，落成使用。